# Tjeckien i Eurovision Song Contest 2015
Tjeckien deltog i Eurovision Song Contest 2015 i Wien, Österrike. Deras inträde valdes genom en intern urval, organiserad av den tjeckiska TV-Česká televize (CT). Nationen representerades av låten "Hope Never Dies", utförd av Marta Jandová och Václav Noid Bárta och skriven av Václav Noid Bárta.

## Intern val
I november 2014 hade CT meddelat att den tjeckiska bidraget skulle väljas av en expert jury från fem kompositioner som skulle beställts från välkända kompositörer. I början av januari 2015 avslöjade programföretaget att kompositören Ondřej Soukup hade blivit inbjuden till skapa potentiella bidrag samtidigt som man tar hänsyn till kompositioner skrivna av Soukup's samarbetspartners och andra låtskrivare. i slutändan var Ondřej Soukup producenten av den valda bidraget.  Den expertjury som valt posten bestod av Honza Dedek (musikjournalist och författare), Martin Cervinka (talangscout), Jitka Benesova (redaktör på tjeckiska Radio), Michal Hrůza (musiker) och Michael Kocáb (musiker).

## Under Eurovision
Tjeckien deltog i den andra semifinalen de 21 maj 2015. De kom inte till final, I semifinalen hamnade de på 13:e plats med 33p.